# Каюпово
Каю́пово (рос. Каюпово) — присілок у складі Білокатайського району Башкортостану, Росія. Входить до складу Білянківської сільської ради.
Населення — 122 особи (2010; 138 у 2002).
Національний склад:
- башкири — 95 %

Стара назва — Кампово.